# Kazbek Giekkijew
Kazbek Giekkijew, ros. Казбек Геккиев (ur. 8 marca 1984 r. we wsi Żanchoteko, w rejonie baksanskim, Kabardyno-Bałkarska Autonomiczna Socjalistyczna Republika Radziecka, zm. 5 grudnia 2012 r. w Nalczyku, Rosja) – rosyjski dziennikarz telewizyjny.

## Życiorys
Ukończył szkołę średnią z wyróżnieniem. Otrzymał dyplom z czerwonym paskiem na wydziale Filologii Romano-Germańskiej Kabardyjsko-Bałkarskiego Uniwersytetu Państwowego w Nalczyku. Pracował potem na studiach jako aspirant i przygotowywał się do rozprawy kandydackiej.
Praca w WPKTR była pierwszą w karierze zawodowej Kazbeka Giekkijewa. W lutym 2010 roku regionalna telewizja Kabardyno-Bałkarii ogłosiła konkurs na stanowisko prowadzącego wiadomości regionalne. Giekkijew z wielkim sukcesem zdobył to stanowisko i natychmiast zaczął prowadzić wiadomości w języku bałkarskim.
Pierwsza wielka transmisja, którą przygotował Kazbek Giekkijew o słynnym wodospadzie Gedmiszch, była pokazywana nie tylko w regionalnych wiadomościach, ale i również na federalnym kanale telewizyjnym "Rosja 1".
W czerwcu 2012 Giekkijew awansował na stanowisko głównego prowadzącego wiadomości w języku rosyjskim na telekanale "Kabardyno-Bałkaria".
Dziennikarz "Kabardyno-Bałkarii" Kazbek Giekkijew został zastrzelony wieczorem 5 grudnia 2012 roku w Nalczyku, gdy wracał do domu po transmisji telewizyjnej.